# Station Baunhøj
Station Baunhøj is een spoorweghalte in Baunhøj in de gemeente Varde in Denemarken. De halte ligt aan de spoorlijn Varde - Tarm. Baunhøj wordt  bediend door de treinen van Esbjerg naar Nørre Nebel.
De halte werd aangelegd tijdens de oorlog als zijtak van de doorlopende lijn. Het zijspoor werd na de oorlog nog verlengd, maar in 2002 opgeruimd.